# Calamanthus
Calamanthus är ett släkte i familjen taggnäbbar inom ordningen tättingar. Släktet omfattar fem arter som förekommer i Australien:
- Rosthedsmyg (C. campestris)
- Västlig hedsmyg (C. montanellus)
- Strimmig hedsmyg (C. fuliginosus)

Vissa inkluderar de två arterna i Hylacola i släktet.